# Koromačno
Koromačno je naselje u Republici Hrvatskoj, u sastavu Općine Raša, Istarska županija. 

## Stanovništvo
Prema popisu stanovništva iz 2001. godine, naselje je imalo 227 stanovnika te 94 obiteljskih kućanstava.
| broj stanovnika |       |       | 77    | 82    | 81    | 76    |       |       | 321   | 304   | 381   | 363   | 297   | 269   | 227   | 180   | 139   |
|                 | 1857. | 1869. | 1880. | 1890. | 1900. | 1910. | 1921. | 1931. | 1948. | 1953. | 1961. | 1971. | 1981. | 1991. | 2001. | 2011. | 2021. |

## Povijest
Naselje je poznato po tvornici cementa izgrađenoj 1925. godine. Samo naselje nastalo je za potrebe tvornice koja se koristi tupinom s obližnjega brda iznad uvale Vošćica. U uvali Koromačno krajem 80-tih godina otkriveni su podvodni nalazi amfora datiranih u 4./5. stoljeća. Na brdu Gradac–Turan (475m) bila je gradina, naseljena od ranoga brončanoga doba do zrelog željeznoga doba, ali je uništena zbog iskorištavanja kamenoloma. Sjeverno od gradine je crkva sv. Ivana Glavosijeka, iz 13./14. stoljeća, s ostatcima zidnih slika iz 14. stoljeća. Romaničkog je sloga, s upisanom polukružnom apsidom, a imala je trijem i preslicu na pročelju, koji su uklonjeni 1933. prilikom obnove crkve. U Koromačnu je postojala crkvica sv. Josipa, danas izvan funkcije.

## Šport
- Nogometni klub Cement